# Anginopachria prudeki
Anginopachria prudeki là một loài bọ cánh cứng trong họ Bọ nước. Loài này được Wewalka, Balke, Hájek & Hendrich miêu tả khoa học năm 2005.